# Gasper Lawal
Gasper Lawal, ook wel Gaspar Lawal (geboren in Ijebu-Ode) is een Nigeriaans percussionist.
In de jaren 60 vertrok hij naar het Verenigd Koninkrijk om daar te spelen in allerlei muziekgroepen die zich weidden aan Afrikaanse muziek. Dat bracht kennelijk onvoldoende geld in de la en hij begon ook als studiomuzikant. Hij werkte daarbij met niet de geringste: Ginger Bakers Airforce (single Atunde), Steve Stills, The Rolling Stones, Funkadelic, Joni Haastrup, Sonny Okosun en Barbra Streisand maakten gebruik van zijn diensten. In 1975 trad hij toe tot de band Clancy, alwaar hij Colin Bass ontmoette. Hij speelde ook korte tijd mee met Brand X. Sinds zijn album Kadara ontbreekt elk spoor, waarschijnlijk is hij teruggekeerd naar Nigeria.

## Discografie

### Eigen albums
- Ajomasé  ('we moeten het samen doen') (1980) met single Kita-Kita/Oro-moro (Colin Bass speelde basgitaar)
- Abio’sunni (1985)
- Kadara (1995) met single "Kokoroko" (Japan gaf een cd-versie uit)

### Met anderen
- Funkadelic – Funkadelic (1970)
- Graham Bond – We Put Our magick On (1971)
- Stephen Stills- Stephen Stills 2
- Graham Bell – Graham Bell (1972)
- Vinegar Joe – Vinegar Joe (1972)
- Atlantis- It’s Getting Better
- Clancy – Speaking Seriously (1974)
- Babe Ruth – First base (1973) en Amar Caballero (1974)
- Vivian Stanshall – Men Opening Umbrellas Ahead (1974)
- Clancy – Every Day (1975)
- Joan Armatrading – Back to the Night (1975)
- Camel: Nude (1981) (Bass speelde ook op dit album)
- Wishbone Ash: Number the brave (1981)
- The Associates: Perhaps (1984)
- Hugh Masekela: Techno-Bush (1984)
- Icehouse – Measure for Measure (1986)
- 3 Mustaphas 3 – Heart of Uncle (1989)
- The Pogues -  Peace and love (1989)

Leerling van hem is Solá Akingbolá, die speelde bij George Duke en Fela Kuti.

## Bron
- Discogs, Rate your Music